# Mike Huster

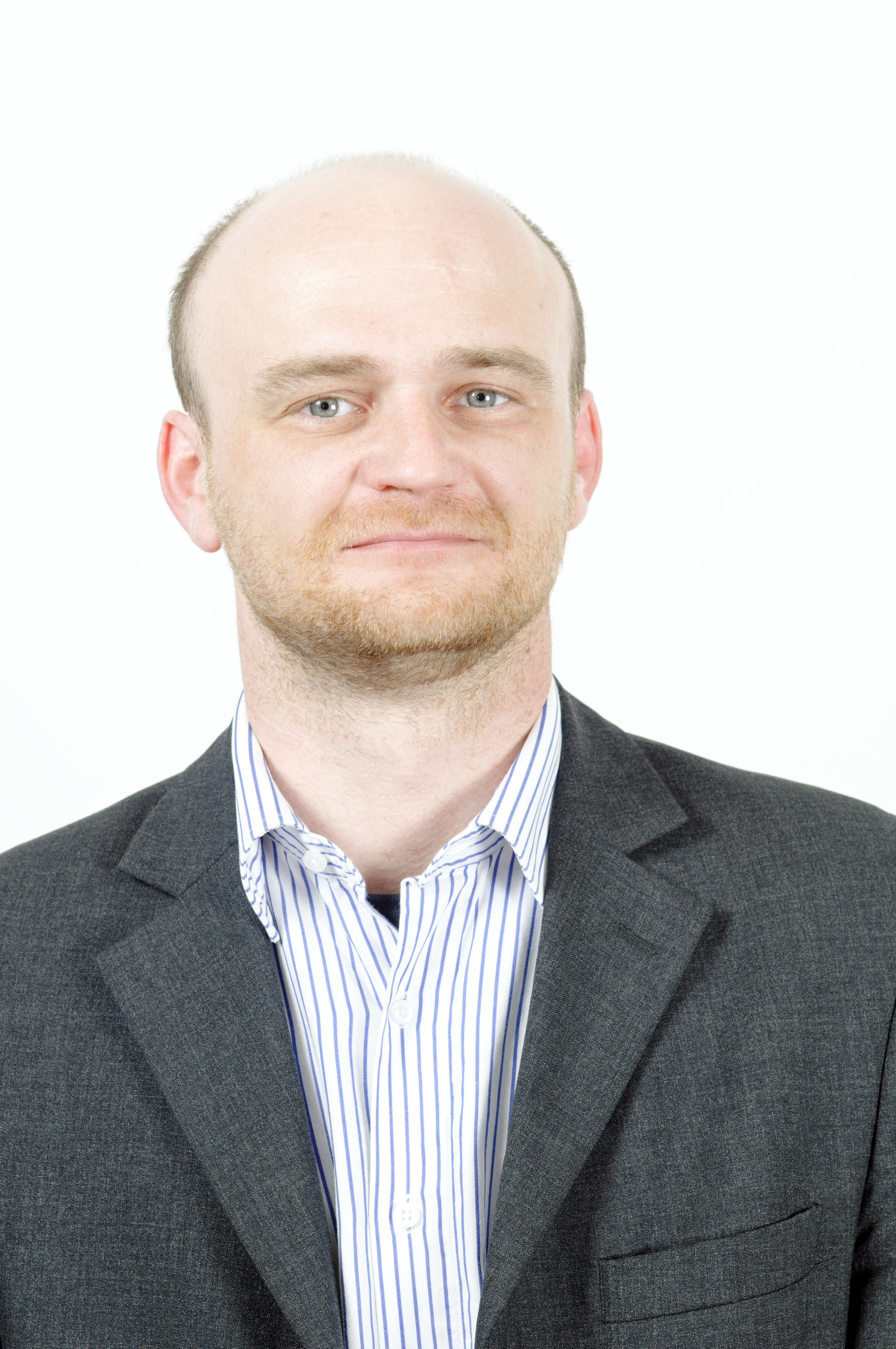
Mike Huster im Mai 2011

Mike Huster (* 7. Oktober 1972 in Gera) ist ein deutscher Politiker der Partei Die Linke. Er war von 1999 bis 2018 Mitglied des Thüringer Landtags. Seit 2019 ist er Vizepräsident des Landesrechnungshofes des Freistaates Thüringen.

## Werdegang

### Schul- und Ausbildung
Huster wuchs im Geraer Stadtteil Langenberg auf und besuchte ab 1989 die Erweiterte Oberschule, die er mit dem Abitur 1992 abschloss. Von 1993 bis 1999 studierte er Politikwissenschaften, Soziologie und Psychologie in Leipzig. Er schloss sein Studium mit dem Abschluss Magister artium ab. Der Titel seiner Magisterarbeit lautete „Föderalismus in Deutschland in den neunziger Jahren zwischen deutscher Einheit und europäischer Integration - unter besonderer Berücksichtigung von Überlegungen zur Neugliederung des Bundesgebietes“.

### Politische Karriere
Im Zuge der politischen Wende engagierte er sich für Die Nelken und die Vereinigte Linke. Als Reaktion auf den Zweiten Golfkrieg trat er 1991 in die PDS ein.
1994 wurde Mike Huster erstmals in den Geraer Stadtrat gewählt, dem er bis Ende 2018 ohne Unterbrechung angehörte. Huster war im Laufe der Zeit Mitglied im Jugendhilfeausschuss, im Hauptausschuss und im Haushalts- und Finanzausschuss der Stadt. Er war von 2009 bis Ende 2018 Mitglied im Aufsichtsrat der TPT Theater und Philharmonie Thüringen GmbH. Von 2014 bis zu seinem Ausscheiden aus dem Stadtrat 2018 leitete Huster den Haushalts- und Finanzausschuss der Stadt Gera.
Von 1995 bis 1997 gehörte Huster dem PDS-Landesvorstand an und war von 1996 bis 2002 stellvertretender PDS-Stadtvorsitzender in Gera. Bei der Landtagswahl 1999 wurde er erstmals in den Thüringer Landtag gewählt, wo er zunächst jugend- und ausbildungspolitischer, 2001 dann haushalts- und finanzpolitischer Sprecher seiner Fraktion wurde. Von 2009 bis 2014 war Huster Vorsitzender des Haushalts- und Finanzausschusses des Thüringer Landtags. Ab 2014 bis zu seinem berufsbedingten Ausscheiden aus dem Thüringer Landtag 2018 übte er die Funktion des stellvertretenden Fraktionsvorsitzenden der Fraktion Die Linke im Thüringer Landtag aus.
Zum 1. Januar 2019 wurde Huster zum Vizepräsidenten des Thüringer Landesrechnungshofes gewählt und legte daher zum 31. Dezember 2018 seine politischen Mandate nieder.

### Engagement und Hobbys
Huster initiierte mit anderen Aktiven das KulturNetzGera und engagiert sich hier bis heute. Er ist Mitglied bei der Gesellschaft der Theater- und Konzertfreunde Gera e.V. zur Unterstützung des Theaters Altenburg-Gera und im Förderverein des Schloss Crossen e.V.
Mike Huster spielt in seiner Freizeit beim VfL 1990 Gera e.V. Schach.